# Pselaphodes erlangshanus
Pselaphodes erlangshanus (лат.) — вид мелких коротконадкрылых жуков рода Pselaphodes из подсемейства ощупники (Pselaphinae, Staphylinidae). Название дано по месту обнаружения типовой серии.

## Распространение
Юго-Восточная Азия: Китай, Sichuan, Ganzi Tibet. Aut. Pref., Luding Co., W Erlanshan-pass, 2600 м.

## Описание
Мелкие жуки-ощупники, длина тела около 3 мм (самцы от 3,29 до 3,78 мм), красновато-коричневого цвета. Голова длиннее своей ширины. Средние тазики простые, вертлуги с двумя шипиками. Пронотум немного угловатый на переднебоковых углах с крупным метавентральным выступом, который суживается у вершины. Апикальные членики IX—XI жгутика усика увеличенные. Глаза примерно из 30 фасеток. Второй тарзомер простой, линейный, не увеличенный. Срединная метавентральная ямка отсутствует. Нижнечелюстные щупики (по крайней мере, некоторые сегменты из группы II—IV) асимметричные, округло расширенные или слегка выступающие латерально. Голова с фронтальной ямкой. Глаза выступающие. Усики прикрепляются у переднего края головы; булава усиков 3-члениковая; скапус отчётливо длиннее педицелля. Ноги тонкие и длинные; бёдра утолщённые. В основании надкрылий по две ямки. Брюшко короткое (его длина явно меньше ширины).

## Систематика
Впервые описан в 2012 году китайскими колеоптерологами Zi-Wei Yin и Li-Zhen Li (Shanghai Normal University, Шанхай, Китай). По своим признакам наиболее близок к видам Pselaphodes flexus и Pselaphodes zhongdianus.